# Contrato de obras
El contrato de obras es un tipo de contrato relativo al régimen de contratación del sector público en España. Su regulación esencial está contenida en la Ley 9/2017, de 8 de noviembre, de Contratos del Sector Público
El contrato de obras abarca la realización de los trabajos enumerados en el Anexo I, o la realización de obra que satisfaga las necesidades descritas por la parte contratante. Tales obras consistirán en el resultado de un conjunto de trabajos de construcción o de ingeniería civil, destinado a cumplir por sí mismo una función económica o técnica, que tenga por objeto un bien inmueble.

## Clases
Según sus efectos y naturaleza, la Ley clasifica las obras en las siguientes categorías:
- Grupo A:
  - Obras de primer establecimiento: La obra da lugar a la creación de un inmueble que antes no existía.[5]
  - Obras de reforma: La obra se realiza sobre un inmueble ya existente, y consiste en trabajos de ampliación, mejora, modernización, adaptación, adecuación o refuerzo.[6]
  - Obras de gran reparación: Las obras encaminadas a reparar el daño de la estructura resistente del inmueble, originados por accidentes o causas fortuitas.[7]
- Grupo B:
  - Obras de reparación: Las obras encaminadas a reparar el daño de un inmueble, provocado por accidente o causa fortuita, y que no afecte a la estructura resistente.[7]
  - Obras de restauración: Las obras destinadas a reparar un inmueble, conservando su estética, respetando su valor histórico y manteniendo su funcionalidad.[8]
  - Obras de rehabilitación: Tienen la misma naturaleza que las obras de restauración, salvo que no se mantiene la funcionalidad del inmueble, sino que se introduce otra nueva.[9]
- Grupo C:
  - Obras de conservación y mantenimiento: Las obras encaminadas a reparar los daños de un inmueble, originados por el paso del tiempo o el uso.[10]
- Grupo D:
  - Obras de demolición: Las obras de demolición, como su nombre indica, tienen por objeto la destrucción del inmueble.[11]

## Procedimiento

### Preparación
El contrato de obras se inicia con una fase preparatoria, que incluye la elaboración, supervisión, aprobación y replanteo del correspondiente proyecto, y que necesariamente precederá a la adjudicación del contrato.

#### Elaboración del proyecto
La elaboración del proyecto corresponderá normalmente al ente del sector público que contrata. Excepcionalmente, la elaboración del proyecto podrá ser realizada por la propia empresa contratista. Tal supuesto se contempla para situaciones de gran dificultad técnica, e implica la necesidad de que la Administración presente un anteproyecto al que se ajustará el proyecto que elabore el contratista.
El contenido del proyecto es descrito en detalle por la Ley de Contratos del Sector Público (memoria, planos, pliego de prescripciones técnicas, presupuesto, plan de obra, referencias para el replanteo, así como un estudio de seguridad y salud), algo que no obsta para que se introduzca un régimen flexible en el que se puede prescindir de algún elemento siempre que la documentación sea suficiente para definir y ejecutar las obras. En todo caso, se excluye de este régimen flexible a los contratos de obras del Grupo A (nuevo establecimiento, reforma, gran reparación) cuya cuantía supere los 350.000 €.
Finalmente, el proyecto habrá de incluir todos los estudios e informes que sean necesarios para la definición del objeto del contrato. A menos que no sea posible por la naturaleza de las obras, será obligatorio incluir un estudio geotécnico de los terrenos sobre los que se va a ejecutar la obra.

#### Supervisión
La solicitud de informe de la oficina o unidad de supervisión correspondiente será obligatoria para las obras de cuantía igual o superior a 350.000 €, y para las obras que afecten a la estabilidad, seguridad o estanqueidad del inmueble. En los demás casos, la solicitud de informe será potestativa.
El informe verificará que el proyecto respeta las disposiciones generales y la normativa técnica exigible a la obra en cuestión, pudiendo suponer el nacimiento de la responsabilidad que corresponda. Dada su naturaleza, el informe precederá a la aprobación del proyecto.

#### Replanteo
El replanteo del proyecto de obra consiste en la comprobación de la realidad geométrica de la misma y la disponibilidad de los terrenos precisos para su normal ejecución. El replanteo se producirá tras la aprobación del proyecto, y antes de la tramitación del expediente de contratación.
De esta manera, el proyecto se incorporará al expediente de contratación cuando se haya realizado el replanteo correspondiente.

### Ejecución[21]
La ejecución de la obra se desarrollará acorde al pliego de prescripciones administrativas particulares, el proyecto y las instrucciones del Director facultativo de las obras y del responsable del contrato.
La Ley de Contratos del Sector Público incluye dentro del epígrafe sobre la ejecución, diversas disposiciones sobre la carga del riesgo y el pago de la obra. Por un lado, el deterioro de la obra por causa de fuerza mayor será sufrido por la Administración. Por otro, se hace referencia a los pagos a cuenta por las obras que mensualmente se van realizando, por las operaciones preparatorias; mencionándose también el supuesto de las obras a tanto alzado con precio cerrado.

### Modificación
La modificación del contrato, por parte de la Administración, puede suponer el aumento de las unidades del contrato. Si tal aumento está comprendido en el proyecto, la modificación será obligatoria para el contratista. Si no está comprendido en el proyecto, la Administración fijará los precios, pudiendo rehusar el contratista. En tal caso, la Administración procederá por sus propios medios, o contratando la realización del aumento con otro contratista.
La modificación del contrato también puede consistir en la reducción o supresión de unidades, algo que no hace nacer derecho de indemnización alguno a favor del contratista.
Finalmente, la Ley también plantea la posibilidad de que se produzca una modificación por decisión del Director facultativo, previa autorización del órgano de contratación. A tal efecto, se plantea un procedimiento a tramitar con carácter de urgencia que eventualmente desemboca en una modificación del proyecto, así como la aprobación de los gastos complementarios que suponga.

### Cumplimiento
Respecto al cumplimiento del contrato de obras, la Ley establece el régimen de su recepción, garantía y responsabilidad por vicios ocultos.
Tras terminarse la obra, se producirá el acto de recepción, al que concurrirá el responsable de la obra (si lo hubiera), el facultativo de la Administración, el facultativo encargado de la dirección de las obras y el contratista.
El facultativo de la Administración podrá darlas por recibidas o declarar que no se hallan en estado de ser recibidas, en función del estado de la obra y su sujeción a las prescripciones previstas en el contrato. En el supuesto de que dé por recibidas las obras, levantará el acta correspondiente, dando así comienzo el plazo de garantía.
Dentro de los quince días anteriores a que venza el plazo de garantía, el director facultativo de la obra emitirá informe sobre el estado de las obras. Si dicho informe es aprobatorio, desaparece la garantía, y con ella, la responsabilidad del contratista. Si es denegatorio, se dará instrucciones al contratista para que proceda con las correspondientes reparaciones y una eventual ampliación del plazo de garantía.
Finalmente, la responsabilidad del contratista, más allá del plazo de garantía, abarca los vicios ocultos que pudieran aparecer en la obra en el plazo de 15 años. Transcurrido dicho periodo, el contratista verá totalmente extinguida su eventual responsabilidad.

### Resolución
La Ley de Contratos establece unas causas específicas de resolución del contrato de obras, a las que hay que sumar las causas genéricas de resolución de los contratos, contenidas en el artículo 206, y que son comunes a toda la contratación del sector público.
Como causas específicas hay que señalar la demora en la comprobación del replanteo; la suspensión de la iniciación de las obras por plazo superior a seis meses por parte de la Administración; el desistimiento o la suspensión de las obras por un plazo superior a ocho meses acordada por la Administración; los errores materiales que pueda contener el proyecto o presupuesto elaborado por la Administración que afecten al presupuesto de la obra al menos en un 20 %; las modificaciones en el contrato, que en conjunto impliquen alteraciones del 20 % del precio primitivo del contrato, o representen una alteración sustancial del proyecto inicial.
Los efectos de tal resolución suponen la comprobación, medición y liquidación de las obras realizadas, con fijación del saldo correspondiente, a favor o en contra del contratista. Así mismo, se establecen una serie de porcentajes sobre el precio como indemnización al contratista por resolución del contrato imputable a la Administración.